# クメジマボタル
クメジマボタル（Nipponoluciola owadai）は、コウチュウ目（鞘翅目）ホタル科に分類されるホタルの1種である。1993年に国立科学博物館の大和田守、アマチュア昆虫研究家の木村正明の2人によって沖縄県久米島の白瀬川で発見され、1994年に新種として記載された。世界に2000種類以上いるとされるホタル科の種のうち幼虫期を水中で過ごす水生ホタルは10種類ほどで、日本にはゲンジボタル、ヘイケボタル、クメジマボタルの3種が生息している。
従来はホタル属（Luciola）に含められていたが、2022年の論文でゲンジボタルとともに新しい属（Nipponoluciola）に分類された。

## 分布
クメジマボタルは日本の久米島にのみ生息する。なお久米島にはクメジマボタルに加え、オキナワクシヒゲボタル、クメジマミナミボタル、シブイロヒゲボタル、クロイワボタル、オキナワスジボタル、オキナワマドボタル久米島亜種（クメジママドボタル）の計7種のホタルが生息している。

## 生態
5月下旬頃、卵から孵化した幼虫は水中で生活し、川に棲む巻き貝のカワニナを捕食し脱皮を何度か繰り返しながら成長する。2月から3月頃に陸に上がり、川辺の土中で蛹になる。40日ほどで羽化した成虫は4月から5月上旬に見られ、オスは集団で尾部の発光器を明滅させてメスを誘う。交尾ののち、メスは明け方に光りながら移動して川辺の苔や倒木などに集団で産卵をする。
成虫のオスは14-16mm、メスは16-18mm程度である。見た目はゲンジボタルに似るが、ゲンジボタルの前胸背板がピンク色で中心に黒い線が入るのに対して、本種の前胸背板はだいだい色で線が無いのが特徴である。成虫のメスの寿命は10日ほど、オスは6日前後と言われている。

## 保護
1994年2月4日に沖縄県指定天然記念物に指定。1994年12月、種の保存法に基づき環境省により緊急指定種に指定（3年間）、2016年1月、国内希少野生動植物種（特定第一種国内希少野生動植物種）に指定。
1994年に「久米島ホタルの会」（当初は「クメジマボタルの会」だったが2004年に改称）が設立された。平成20年（2008年）度「こどもホタレンジャー」の環境大臣賞・団体の部を、「久米島ホタレンジャー」「守れホタル・ジュニアーズ」と共に受賞している。2011年にはNPO法人として認定された。
2000年5月に保護観察施設である「久米島ホタル館」が開館された。ホタル鑑賞会も実施している。
環境保護活動を受けてクメジマボタルの生息数は2012年以降回復傾向を示していたものの、2018年には大幅に減少するなど不安定な状態が続いている。

## 関連文献
- さとうなおみ/さとうふみやす 写真・文『ホタルの国から - 沖縄・久米島のクメジマボタル』新日本出版社〈ドキュメント地球のなかまたち〉、2008年、ISBN 978-4406051118